# Beuvrigny
Beuvrigny  ist eine französische Gemeinde mit 130 Einwohnern (Stand 1. Januar 2022) im Département Manche in der Region Normandie. Sie gehört zum Kanton Condé-sur-Vire und zum Arrondissement Saint-Lô. 
Sie grenzt im Norden an Domjean, im Nordosten an Saint-Louet-sur-Vire, im Osten an Torigny-les-Villes mit Guilberville, im Süden an Tessy-Bocage mit Pont-Farcy und im Westen an Fourneaux.

## Bevölkerungsentwicklung
| Jahr      | 1962 | 1968 | 1975 | 1982 | 1990 | 1999 | 2008 | 2018 |
| --------- | ---- | ---- | ---- | ---- | ---- | ---- | ---- | ---- |
| Einwohner | 196  | 173  | 155  | 111  | 93   | 95   | 158  | 138  |

## Sehenswürdigkeiten
- Kapelle Heuzebrocq, Monument historique seit 1959
- Kirche Saint-Martin

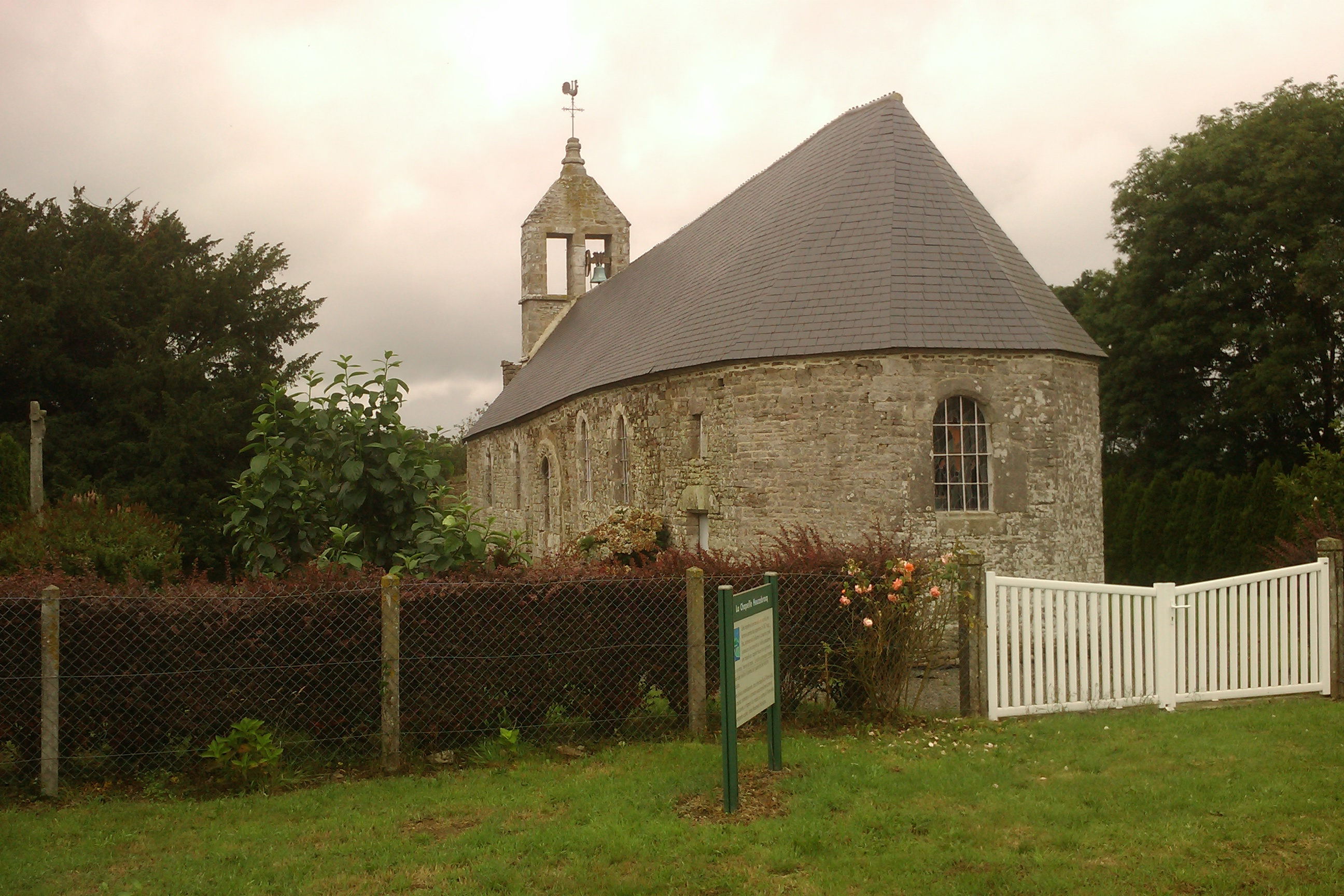
Kapelle Heuzebrocq
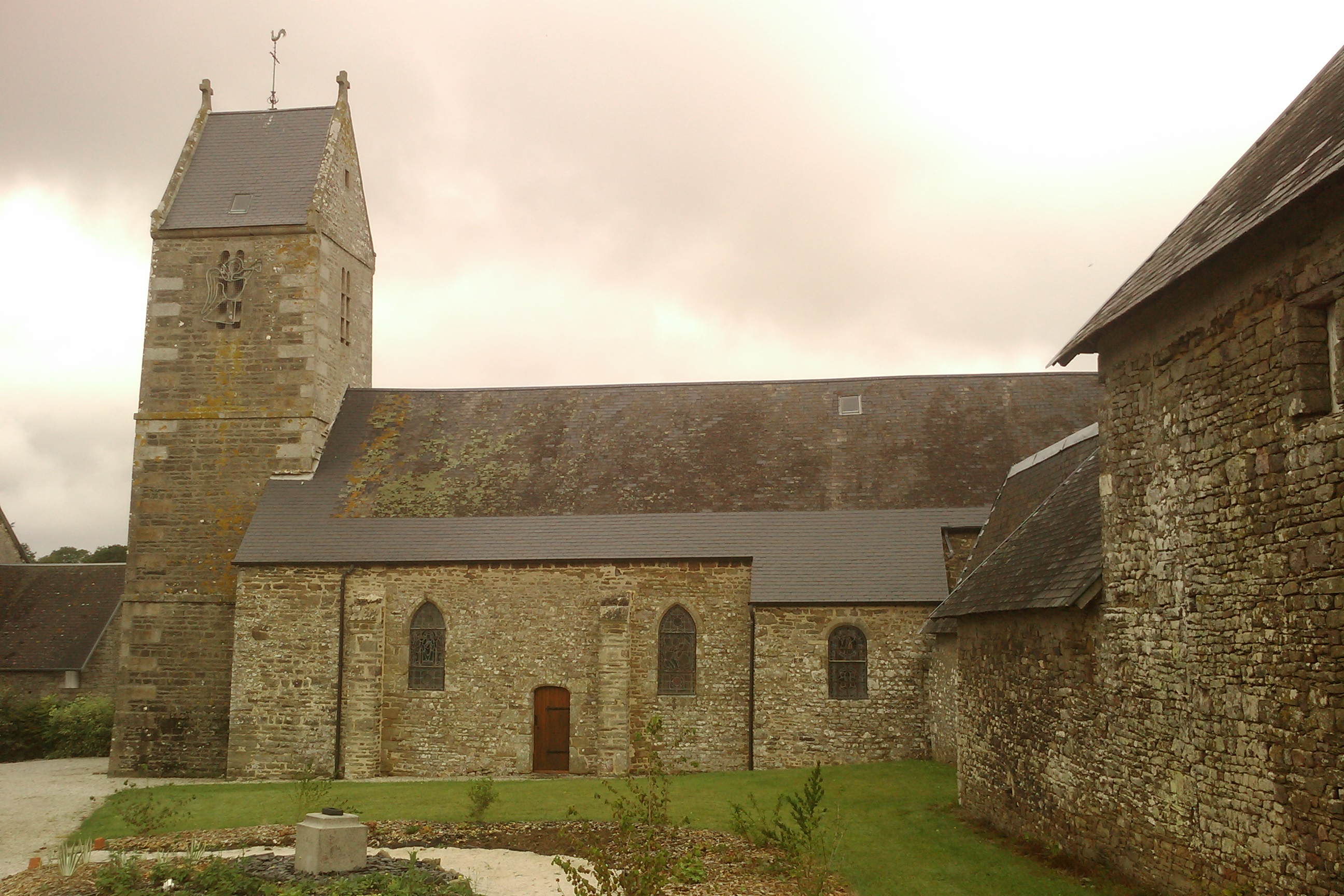
Kirche Saint-Martin